# Национална банка на Гърция (Лерин)
Сградата на Националната банка на Гърция (на гръцки: Εθνικής Τραπέζης της Ελλάδος) е банкова сграда в град Лерин (Флорина), Гърция, паметник на културата.

## Местоположение
Сградата е разположена в историческия център на града, на улица „Мегас Александрос“ № 28, на кръстовището с улица „Василевс Филипос“.

## История
Построена е в 1930 - 1931 година от архитект Аристоменис Валвис.
В 2005 година сградата е обявена за паметник на културата като архитектурна забележителност и „важно историческо свидетелство за икономическия и социален живот на града през 30-те години“.

## Архитектура
Архитектурата ѝ е изключително интересна и съчетава влияния на различни архитектурни течения с местни традиции. Сградата е организирана свободно в парцела и на малко разстояние от линията на застрояване и е развита на две основни нива и полусутерен. Оперативното помещение на банката е разположено на приземния етаж, а резиденцията на директора е на горния етаж. Клонът на Националната банка принадлежи към изключенията на неокласическия историзъм, който предимно характеризира сградите на банката. По-специално, морфологичната организация на фасадите е в духа на неовизантийския стил с препратки към виенския сецесион. В този контекст се появява имитация на изодомна система при измазването на фасадите, където фугите са оформени с хоросан за плочки, имитиращ керамичните плочки, вложени във фугите на тухлената система на византийската зидария. Подовете са с мозаечни плочки, произведени от Волоската фабрика „Мефсут“ (1904 година).